# Benjamin Watson
Pour les articles homonymes, voir Benjamin Watson (homonymie), Seth (homonymie) et Watson.
(en) Statistiques sur pro-football-reference
Benjamin Seth Watson (né le 18 décembre 1980 à Norfolk) est un joueur américain de football américain ayant joué au poste de tight end dans la National Football League (NFL). 
Au niveau professionnel, il joue pour les Patriots de la Nouvelle-Angleterre (2004-2009, 2019), les Browns de Cleveland (2010-2012), les Saints de La Nouvelle-Orléans (2013-2015, 2018) et les Ravens de Baltimore (2016-2017).
Au niveau universitaire, il joue pour les Blue Devils de Duke (1999) et pour les Bulldogs de la Géorgie (2000-2003) au sein de la NCAA Division I Football Bowl Subdivision.
Il remporte le Super Bowl XXXIX avec les Patriots au terme de la saison 2004 sur le score de 24-21 et se voit décerner le Bart Starr Award en 2018.

## Enfance
Watson commence à jouer au football américain à la Northwestern High School de Rock Hill. Lors de sa dernière saison, il reçoit trente-et-une passes pour 515 yards. Il reçoit de nombreux honneurs et est sélectionné pour le Shrine Bowl.

## Carrière

### Université
Il choisit, dès l'obtention de son diplôme, d'aller étudier à l'université Duke avant d'être transféré plus tard à l'université de Géorgie où il est diplômé en finance :
- 1999 (Duke) : 8 réceptions pour un gain de 93 yards et 1 touchdown ;
- 2001 (Georgia) : 11 réceptions pour un gain de 187 yards et 1 touchdown ;
- 2002 (Georgia) : 31 réceptions pour un gain de 341 yards et 3 touchdowns ;
- 2003 (Georgia) : 23 réceptions pour un gain de 324 yards et 2 touchdowns[1].

### Professionnel
Benjamin Watson est sélectionné en 32e choix global lors du premier tour de la draft 2004 de la NFL par la franchise des Patriots de la Nouvelle-Angleterre. Il rate sa saison de rookie, se blessant très tôt lors de la saison et ne jouant qu'un match. En phase éliminatoire, il réalise deux énormes matchs contre les Jaguars de Jacksonville et les Broncos de Denver et remporte ensuite le Super Bowl XXXIX avec les Patriots. 
Après une saison 2009 où il joue tous les matchs (sept comme titulaire), il totalise cinq touchdowns mais quitte finalement la franchise.
Le 12 mars 2010, Watson signe un contrat de trois ans chez les Browns de Cleveland. Il y retrouve, par la même occasion, d'une part Eric Mangini, son ancien coordinateur offensif en 2006, et d'autre part Brian Daboll, son ancien entraîneur des wide receiver de 2011 à 2006, qu'il a connu aux Patriots. En fin de saison 2010, après avoir joué l'ensemble des matchs comme titulaire, il totalise 68 réceptions pour un gain cumulé de 763 yards et trois touchdowns, menant les statistiques de son équipe au nombre de réceptions, au nombre de yards gagnés à la réception et au nombre de touchdowns inscrits (à égalité avec le tight end Brian Robiskie). Il subit trois commotions cérébrales au cours de la saison suivante. Le 16 décembre 2011, la franchise le place dans la liste des réservistes blessés et manque le reste de la saison après évaluation de son cas par un spécialiste des traumatismes au cerveau. Watson termine néanmoins la saison avec un total de 37 réceptions pour un gain de 410 yards et deux touchdowns en 13 matchs dont 11 débutés comme titulaire. Watson termine son périple chez les Browns en totalisant la saison suivante 48 réceptions pour un gain de 501 et trois touchdowns en 16 matchs dont 14 en tant que titulaire. 
Le 18 mars 2013, il signe un contrat, d'une durée de trois ans, avec les Saints de La Nouvelle-Orléans. Il y est considéré comme deuxième tight end derrière Jimmy Graham et totalise en fin de saison, 19 réceptions pour un gain de 226 yards et deux touchdowns en 15 matchs dont sept en tant que titulaire à la suite d'une blessure de Graham. Il devient titulaire pour le poste de tight end en 2015, Graham ayant quitté les Saints. Il est également  désigné capitaine de l'équipe. Il termine la saison avec 74 réceptions pour un gain de 825 yards et 6 touchdowns en 16 matchs. Il fait partie des trois finalistes du Walter Payton Man of the Year Award (avec Eli Manning et Anquan Boldin (vainqueur)) et est sélectionné comme joueur alternatif pour le Pro Bowl 2016.
Le 9 mars 2016, il signe néanmoins chez les Ravens de Baltimore un contrat de 2 ans pour un montant de 7 millions de $ dont 3 garantis et une prime à la signature de 2 millions. Pendant le camp d'entraînement, il entre en concurrence avec Crockett Gilmore (en), Dennis Pitta et Maxx Williams (en) pour le poste de tight end titulaire. Néanmoins, lors du troisième match de pré saison, il se déchire le tendon d'Achille ce qui met un terme à sa saison. Il est considéré comme no 2 au poste de tight end la saison suivante derrière Nick Boyle. Il termine la saison 2017 avec 61 réceptions pour un gain cumulé de 522 yards et deux touchdowns en 16 matchs. Il est a nouveau désigné finaliste du Walter Payton Man of the Year Award le 21 janvier 2018 (remporté par J. J. Watt).
Le 28 mars 2018, les Saints de La Nouvelle-Orléans signent Watson pour un an et un montant de  2 millions de $ dont une prime à la signature de 645,000 $. Le 21 octobre 2018, il inscrit un touchdown en réceptionnant la 500e passe de touchdown du quarterback Drew Brees lors de la victoire 24–23 contre les Ravens de Baltimore. En fin de saison, Watson remporte le Bart Starr Award.
Le 27 décembre 2018, Watson annonce qu'il va prendre sa retraite après 15 saisons NFL.
Le 10 mai 2019, Watson revient en NFL et signe avec les Patriots, franchise l'ayant choisi lors de la draft 2004. Néanmoins, le 27 mai 2019, il déclare avoir échoué à un test de dépistage de substances améliorant la performance, son médecin lui ayantt prescrit un supplément de testostérone en mars 2019 alors qu'il était retraité. La NFL le suspend pour les quatre premiers matchs de la saison. Il joue son premier match de la saison le 21 octobre à l'occasion du Monday Night Football contre les Jets de New York et y totalise trois réceptions pour un gain cumulé de 18 yards (victoire 33-0). Contre les Titans du Tennessee, lors du tour de Wild Card de la phase éliminatoire, il effetue trois réceptions pour un gain de 38 yards (victoire 20-13).
Watson annonce qu'il prend définitivement sa retraite de la NFL le 16 mars 2020.

## Après-carrière
Depuis 2017, il a intègré le comité exécutif de la National Football League Players Association où il a retrouvé d'autres joueurs tels que Adam Vinatieri, Sam Acho, Lorenzo Alexander, Mark Herzlich, Richard Sherman, Michael Thomas, Thomas Morstead, Russell Okung et Zak DeOssie.

## Statistiques

### NCAA
| Année       | Équipe                 | Statut      | MJ |     | Passes réceptionnées | Passes réceptionnées | Passes réceptionnées | Passes réceptionnées |       | Courses | Courses | Courses | Courses |
| Année       | Équipe                 | Statut      | MJ | Nb. | Yards                | Moy.                 | TD                   | Nb.                  | Yards | Moy.    | TD      |         |         |
| 1999        | Blue Devils de Duke    | Fr.         | 11 | 08  | 093                  | 11,6                 | 1                    | -                    | -     | -       | -       |         |         |
| 2000        | Bulldogs de la Géorgie | So.         | 11 | 11  | 187                  | 17,0                 | 1                    | -                    | -     | -       | -       |         |         |
| 2001        | Bulldogs de la Géorgie | Jr.         | 14 | 31  | 341                  | 11,0                 | 3                    | -                    | -     | -       | -       |         |         |
| 2002        | Bulldogs de la Géorgie | Sr.         | 12 | 23  | 324                  | 14,1                 | 2                    | -                    | -     | -       | -       |         |         |
| Totaux NCAA | Totaux NCAA            | Totaux NCAA | 48 | 73  | 945                  | 12,9                 | 7                    | -                    | -     | -       | -       |         |         |

### NFL
| Légende | Légende                           |
| ------- | --------------------------------- |
|         | A remporté le Super Bowl          |
| Gras    | Meilleure performance en carrière |

| Année      | Équipe                             | MJ  |              | Passes réceptionnées | Passes réceptionnées | Passes réceptionnées | Passes réceptionnées |              | Courses      | Courses      | Courses | Courses |  | Fumbles | Fumbles |
| Année      | Équipe                             | MJ  | Nb.          | Yards                | Moy.                 | TD                   | Nb.                  | Yards        | Moy.         | TD           | Nb.     | Perdus  |  |         |         |
| 2004       | Patriots de la Nouvelle-Angleterre | 01  | 02           | 016                  | 08,0                 | 0                    | -                    | -            | -            | -            | 0       | 0       |  |         |         |
| 2005       | Patriots de la Nouvelle-Angleterre | 15  | 29           | 441                  | 15,2                 | 4                    | -                    | -            | -            | -            | 1       | 1       |  |         |         |
| 2006       | Patriots de la Nouvelle-Angleterre | 13  | 49           | 643                  | 13,1                 | 3                    | -                    | -            | -            | -            | 3       | 1       |  |         |         |
| 2007       | Patriots de la Nouvelle-Angleterre | 12  | 36           | 349                  | 10,8                 | 6                    | 1                    | 11           | 11,0         | 0            | 1       | 0       |  |         |         |
| 2008       | Patriots de la Nouvelle-Angleterre | 14  | 22           | 209                  | 09,5                 | 2                    | -                    | -            | -            | -            | 1       | 1       |  |         |         |
| 2009       | Patriots de la Nouvelle-Angleterre | 16  | 29           | 404                  | 13,9                 | 5                    | -                    | -            | -            | -            | 1       | 1       |  |         |         |
| 2010       | Browns de Cleveland                | 16  | 68           | 763                  | 11,2                 | 3                    | 1                    | -1           | -1,0         | 0            | 0       | 0       |  |         |         |
| 2011       | Browns de Cleveland                | 13  | 37           | 410                  | 11,1                 | 2                    | -                    | -            | -            | -            | 0       | 0       |  |         |         |
| 2012       | Browns de Cleveland                | 16  | 49           | 501                  | 10,2                 | 3                    | -                    | -            | -            | -            | 1       | 0       |  |         |         |
| 2013       | Saints de La Nouvelle-Orléans      | 15  | 19           | 226                  | 11,9                 | 2                    | -                    | -            | -            | -            | 0       | 0       |  |         |         |
| 2014       | Saints de La Nouvelle-Orléans      | 16  | 20           | 136                  | 06,8                 | 2                    | -                    | -            | -            | -            | 0       | 0       |  |         |         |
| 2015       | Saints de La Nouvelle-Orléans      | 16  | 74           | 825                  | 11,1                 | 6                    | -                    | -            | -            | -            | 1       | 1       |  |         |         |
| 2016       | Ravens de Baltimore                | 0   | N'a pas joué | N'a pas joué         | N'a pas joué         | N'a pas joué         | N'a pas joué         | N'a pas joué | N'a pas joué | N'a pas joué | -       | -       |  |         |         |
| 2017       | Ravens de Baltimore                | 16  | 61           | 522                  | 08,6                 | 4                    | -                    | -            | -            | -            | 1       | 0       |  |         |         |
| 2018       | Saints de La Nouvelle-Orléans      | 16  | 35           | 400                  | 11,4                 | 2                    | -                    | -            | -            | -            | 0       | 0       |  |         |         |
| 2019       | Patriots de la Nouvelle-Angleterre | 10  | 17           | 173                  | 10,2                 | 0                    | -                    | -            | -            | -            | 0       | 0       |  |         |         |
| Totaux NFL | Totaux NFL                         | 205 | 547          | 6 058                | 11,1                 | 44                   | 2                    | 10           | 5,0          | 0            | 9       | 5       |  |         |         |

| Année      | Équipe                             | MJ |              | Passes réceptionnées | Passes réceptionnées | Passes réceptionnées | Passes réceptionnées      |                           | Courses                   | Courses                   | Courses | Courses |  | Fumbles | Fumbles |
| Année      | Équipe                             | MJ | Nb.          | Yards                | Moy.                 | TD                   | Nb.                       | Yards                     | Moy.                      | TD                        | Nb.     | Perdus  |  |         |         |
| 2004       | Patriots de la Nouvelle-Angleterre | 0  | N'a pas joué | N'a pas joué         | N'a pas joué         | N'a pas joué         | à la suite d'une blessure | à la suite d'une blessure | à la suite d'une blessure | à la suite d'une blessure | -       | -       |  |         |         |
| 2005       | Patriots de la Nouvelle-Angleterre | 2  | 05           | 91                   | 18,2                 | 1                    | -                         | -                         | -                         | -                         | 1       | 0       |  |         |         |
| 2006       | Patriots de la Nouvelle-Angleterre | 3  | 10           | 81                   | 08,1                 | 0                    | -                         | -                         | -                         | -                         | 0       | 0       |  |         |         |
| 2007       | Patriots de la Nouvelle-Angleterre | 3  | 03           | 20                   | 06,7                 | 2                    | -                         | -                         | -                         | -                         | 0       | 0       |  |         |         |
| 2009       | Patriots de la Nouvelle-Angleterre | 1  | 01           | 03                   | 03,0                 | 0                    | -                         | -                         | -                         | -                         | 0       | 0       |  |         |         |
| 2013       | Saints de La Nouvelle-Orléans      | 2  | 02           | 27                   | 13,5                 | 0                    | -                         | -                         | -                         | -                         | 0       | 0       |  |         |         |
| 2018       | Saints de La Nouvelle-Orléans      | 1  | 01           | 12                   | 12,0                 | 0                    | -                         | -                         | -                         | -                         | 0       | 0       |  |         |         |
| 2019       | Patriots de la Nouvelle-Angleterre | 1  | 03           | 38                   | 12,7                 | 0                    | -                         | -                         | -                         | -                         | 0       | 0       |  |         |         |
| Totaux NFL | Totaux NFL                         | 13 | 25           | 272                  | 10,9                 | 3                    | -                         | -                         | -                         | -                         | 1       | 0       |  |         |         |